# Henry Jaglom
Henry Jaglom (Londres, 26 de gener de 1941) és un director de cinema, guionista, i actor anglès.

## Biografia
Abans d'estabilitzar-se a Hollywood a principis dels anys 60, va treballar com a escriptor i director de teatre i cabaret. A la Columbia Pictures va treballar com a actor en diverses sèries de televisió ( Gidget , The Flyng Nun) i pel·lícules ( The Last Movie , Mil àguiles a Kreistag ,  Yellow 33 ) en els anys 60 i 70.
El 1969 va començar la seva carrera com a editor a la pel·lícula  Easy Rider , mentre que com a escriptor i director debuta el 1971 amb  Un lloc tranquil , protagonitzada per Tuesday Weld, Jack Nicholson i Orson Welles. En la seva segona pel·lícula dirigeix Dennis Hopper, mentre que amb la tercera pel·lícula Sitting Ducks  (1980) va aconseguir un èxit comercial.
En els anys 80 torna a actuar de forma esporàdica i el 1990 dirigeix Eating. Entre les seves pel·lícules més famoses destacar  Déjà Vu  (1997), Last Summer in the Hampstons (1995) i  Algú per estimar  (1987).
Com dramaturg ha escrit quatre obres representades a Los Angeles.
Va ser objecte d'un documental amb data de 1997 (Who Is Henry Jaglom? ) escrit i dirigit per Henry Alex Rubin i Jeremy Workman.
Després del primer matrimoni amb Patrice Townsend (1979-1983), el 1991 es va casar amb Victòria Foyt.

## Filmografia[2]
Director
- 1971: Un lloc segur (A Safe Place)
- 1976: Tracks
- 1980: Sitting Ducks
- 1982: National Lampoon's Movie Madness
- 1983: Can she bake a cherry pie ?
- 1985: Always
- 1987: Someone to Love
- 1989: New Year's Day
- 1990: Eating
- 1992: Venice / Venice
- 1993: Lucky Ducks
- 1994: Babyfever
- 1995: Last summer in the Hamptons
- 1997: Déjà Vu
- 2001: Festival in Cannes
- 2005: Going Shopping
- 2006: Hollywood Dreams
- 2007: Irene in Time
- 2010: Queen of the Lot

Actor
- 1971: Drive, He Said

## Premis i nominacions

### Nominacions
- 1989: Lleó d'Or per New Year's Day
- 1990: Critics Award per Eating (Festival de Deauville)
- 1997: Grand Premi del jurat per Déjà Vu (AFI Fest)